# Kristina Kuusk
Kristina Kuusk (n. 16 noiembrie 1985 Haapsalu, Estonia) este o scrimeră estonă specializată pe spadă, laureată cu argint pe echipe la Campionatul Mondial de Scrimă din 2014 și cu aur pe echipe la Campionatul European de Scrimă din 2013. La individual, a obținut cel mai bun rezultat din carieră în sezonul 2015-2016 cu medalia de argint la etapă de Cupa Mondială de la Legnano.

## Palmares
Clasamentul la Cupa Mondială
| An  | 2003 | 2004 | 2005 | 2006 | 2007 | 2008 | 2009 | 2010 | 2011 | 2012 | 2013 | 2014 | 2015 |
| --- | ---- | ---- | ---- | ---- | ---- | ---- | ---- | ---- | ---- | ---- | ---- | ---- | ---- |
| Loc | 315  | _    | 207  | 69   | 82   | 67   | 142  | 47   | 32   | 42   | 31   | 49   | 93   |

## Legături externe
- Prezentare[nefuncțională]
 la Confederația Europeană de Scrimă